# Horanthes arenaria
Horanthes arenaria là một loài thực vật có hoa trong họ Nham mân khôi. Loài này được (Raf.) Raf. mô tả khoa học đầu tiên năm 1838.